# Bugatti 100P
Die Bugatti 100P war ein nie vollendetes experimentelles Flugzeug von Ettore Bugatti und Louis de Monge.

## Geschichte
Nachdem sich die Firma Bugatti im Laufe der Jahre ein Renommee als Hersteller schneller und luxuriöser Automobile erarbeitet hatte, wandte sich Ettore Bugatti zusätzlich anderen Feldern zu. Neben Projekten für die Eisenbahn und dem Bau von Rennbooten galt sein Interesse der Fliegerei. Sein Augenmerk lag dabei stets auf der Erringung neuer Geschwindigkeitsrekorde.
Bereits während des Ersten Weltkrieges hatte Bugatti Motoren für Flugzeuge gebaut, doch ging er für den Entwurf eines kompletten Modells im Jahr 1936 eine Kooperation mit dem belgischen Ingenieur Louis de Monge ein. Ein erstes Projekt, die einmotorige Bugatti 100, war für die Teilnahme am Coupe Deutsch de la Meurthe des Jahres 1938 vorgesehen, doch entsprach es nicht den Vorstellungen von Ettore Bugatti und wurde schnell wieder eingestellt.
Als Nachfolger wurde die Bugatti 100P entworfen, die sehr viel mehr den Wünschen Bugattis entsprach. Bei einer Spannweite von 8,235 m und einer Länge von 7,7 m verfügte die Maschine über zwei Motoren von etwa 450 PS, die je einen der beiden gegenläufigen konzentrischen Propeller antrieben. Die geplante Geschwindigkeit sollte bei über 800 km/h liegen. Das Flugzeug verfügte über weitere bemerkenswerte und teilweise durch Bugatti patentierte Merkmale wie Holz-Verbundbauweise und ein Y-förmiges Leitwerk.
Der Bau wurde 1938 begonnen, verzögerte sich aber aufgrund des Zweiten Weltkrieges und wurde letztendlich nie abgeschlossen. Das unfertige Flugzeug ging durch mehrere Hände.

## Gegenwart

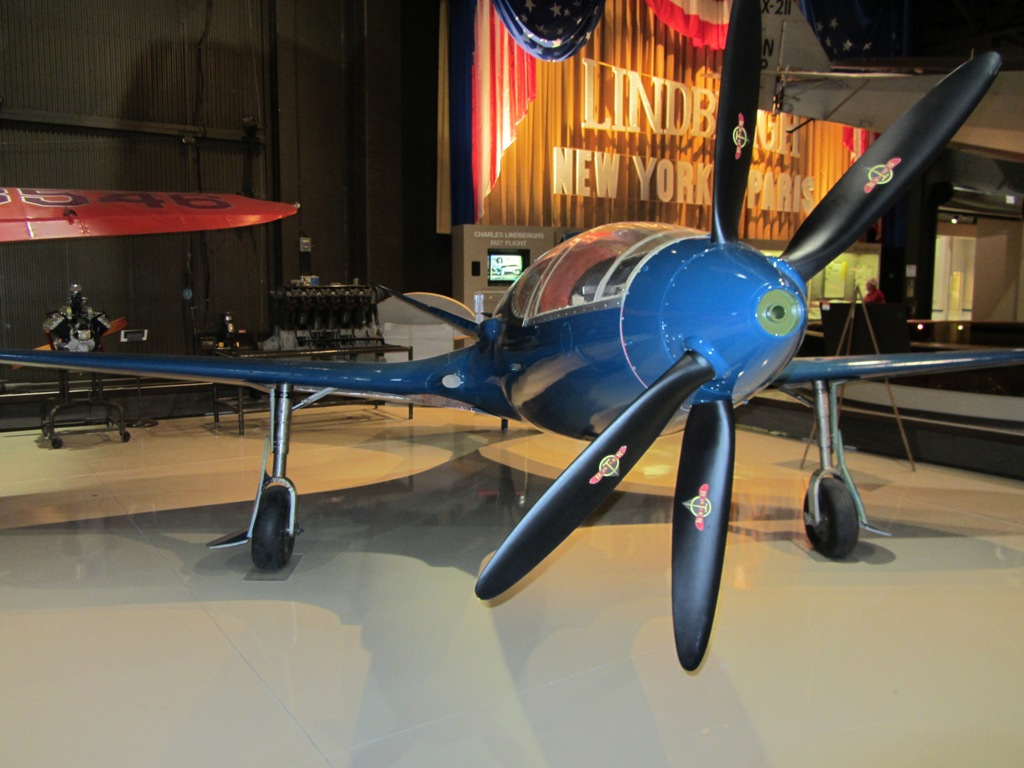
Bugatti 100P

Der Rumpf ohne die Motoren wird heute im EAA AirVenture Museum in Oshkosh ausgestellt.
Eine private Gruppe arbeitete ab 2009 an einem Nachbau, der am 19. August 2015 in Tulsa zum Erstflug abhob. Am 6. August 2016 kam es beim insgesamt dritten Flug der Replik wenige Sekunden nach dem Abheben zu einem Absturz, bei dem der Pilot ums Leben kam und das Flugzeug ausbrannte.

## Weitere Entwürfe
Die 100P blieb das einzige Flugzeug von Bugatti, mit dessen Bau tatsächlich begonnen wurde. Neben den bereits genannten Typen wurden aber noch zwei zusätzliche Entwürfe erarbeitet:
- Die etwas kleinere Bugatti 101P sollte die 100P noch übertreffen und bis auf über 880 km/h beschleunigen können.
- Für die französische Armee wurde unter dem Namen Bugatti 110P mit der Planung für eine bewaffnete militärische Version begonnen.

Aufgrund der Kriegsentwicklung sind beide Projekte nicht über eine frühe Planungsphase hinaus gekommen. Vor allem bei der militärischen Version sind die näheren Eigenschaften umstritten.

## Technische Daten
| Kenngröße             | Daten    |
| --------------------- | -------- |
| Besatzung             | 1        |
| Länge                 | 7,70 m   |
| Spannweite            | 8,235 m  |
| Höhe                  | 2,25 m   |
| Flügelfläche          | 11,4 m²  |
| Streckung             | 5,9      |
| Startmasse            | 1400 kg  |
| Höchstgeschwindigkeit | 805 km/h |

### Patente
- Patent  US2279615: Aircraft. Angemeldet am 3. Mai 1939, veröffentlicht am 14. April 1942, Erfinder: Ettore Bugatti.‌
- Patent  FR851718: Perfectionnements apportés aux dispositifs de refroidissement pour moteurs d’aérodyne. Angemeldet am 16. März 1939, veröffentlicht am 13. Januar 1940, Erfinder: Ettore Bugatti.‌
- Patent  FR851806: Perfectionnements apportés aux groupes multimoteurs pour aérodynes. Angemeldet am 18. März 1939, veröffentlicht am 16. Januar 1940, Erfinder: Ettore Bugatti.‌
- Patent  FR852599: Perfectionnements apportés aux gouvernes des aérodynes. Angemeldet am 4. April 1939, veröffentlicht am 27. Februar 1940, Erfinder: Ettore Bugatti.‌
- Patent  FR854333: Perfectionnements apportés aux aérodynes. Angemeldet am 5. Mai 1939, veröffentlicht am 10. April 1940, Erfinder: Ettore Bugatti.‌
- Patent  FR859179: Perfectionnements apportés aux moyens pour établir des corps creux, notamment des cellules d’aérodynes. Angemeldet am 18. August 1939, veröffentlicht am 12. Dezember 1940, Erfinder: Ettore Bugatti.‌